# Hra pro jednoho (film)
Hra pro jednoho (též Souboj zabijáků, v anglickém originále One in the Chamber) je americký akční film z roku 2012, který režíroval William Kaufman. Ve filmu hrají Cuba Gooding Jr. a Dolph Lundgren. Gooding a Kaufman spolu již dříve pracovali na filmu Seznam nežádoucích z roku 2011. Film byl vydán ve Spojených státech přímo na DVD 21. srpna 2012. Film se natáčel v Rumunsku od 7. července do 1. srpna 2011.

## Děj
Po pádu komunismu se zločinci z bývalého Sovětského svazu rozšířili po východní Evropě, kde založili zločinecký syndikát tam, kde byly úřady bezmocné a zákony slabé. Obchodníci se zbraněmi a drogami proměnili Prahu ve své hlavní stanoviště, kde mohli vydělávat miliony dolarů prodejem zbraní různým gangům.
Ray Carver je nájemný vrah, který pracuje pro dvě soupeřící mafie. Poté, co se Carverovi nepodaří zavraždit Demyana Ivanova, jednoho ze zločineckých bossů, pro které často pracuje, rozhodne se zabít bratra druhého zločineckého bosse, Mikhaila Suverova. Mikhail je rozzuřený a chce Carvera zabít, aby pomstil smrt svého bratra, a proto povolá Alekseje "Vlka" Andreeva, legendárního ruského nájemného vraha, o kterém se říká, že neexistuje. Aleksej jde po Carverovi, ale brzy oba zjistí, že jsou uprostřed obrovské války gangů. Rozhodnou se tedy spojit a zabít každého člena mafie v pražském zločineckém podsvětí.

## Obsazení
- Cuba Gooding Jr. jako Ray Carver
- Dolph Lundgren jako Alexej "Vlk" Andrejev
- Claudia Bassols jako Janice Knowles
- Andrew Bicknell jako Michail Suverov
- Catalin Babliuc jako Liev
- Louis Mandylor jako Demjan Ivanov
- Leo Gregory jako Bobby Suverov
- Lia Sinchevici jako Mila
- George Remes jako Gregori
- Alin Panc jako Vlad Tavanian
- Billy Murray jako Leo Crosby
- Florin Roata jako Junior
- Alexandra Murarus jako Naďa
- Aaron McPherson jako Peter
- Andrei Ciopec jako číšník
- Bogdan Uritescu jako Nikolaj Dvořák
- Jimmy Townsend jako Ivan
- David Menina jako Matouš
- Bogdan Farkas jako výrostek
- Justin Bursch jako kumpán
- Patricia Poienaru jako Juliana
- Slavi Slavov jako výrostek
- Annalee Gooding jako cestující v autobuse
- Zane Jarcu jako kumpán